# Баранецький Ярослав
Яросла́в Баране́цький (нар. 13 березня 1913, Заліщики — пом. 24 червня 1980, Філадельфія) — диригент, композитор, учитель.

## Життєпис
Народився Я. Баранецький 1913 року в Заліщиках. Навчався в учительській семінарії, був активним членом «Просвіти», керував хорами в Заліщиках, зокрема в гімназії, та в навколишніх селах.
У 1939 році виїхав в с. Горлицю поблизу Кракова, де працював учителем. Значну увагу приділяв громадській роботі, керував хорами, записував лемківські пісні.
1941 року видав збірку «Лемківські пісні на мішані хори».
У 1945 р. виїхав до Німеччини, по тому — Австрія, а згодом у США. 1949 року одружився з Ольгою Корінь.
Помер Ярослав Баранецький 1980 р. у Філадельфії (США). Похований на православному цвинтарі.